# Ross River (Yukon)
Ross River é uma comunidade não incorporada do território de Yukon, no Canadá. Encontra-se na junção do rio Ross e do rio Pelly, ao longo da estrada Canol, não muito longe da rodovia Campbell. O acesso primário à Rodovia Campbell é através de uma estrada de acesso de nove milhas. Ross River é servida pelo aeroporto de Ross River, usado principalmente para vôos para Whitehorse e Watson Lake ou para receber voos desses locais.
Em 2011, a comunidade possui 352 habitantes. É o lar do Conselho de Ross River Dena, uma Primeira Nação no leste do Yukon.